# Eleccions legislatives austríaques de 2024
Les eleccions legislatives austríaques de 2024 es van celebrar el 29 de setembre de 2024 per renovar els 183 diputats del Nationalrat, la cambra baixa del parlament d'Àustria.

## Antecedents
Després de les eleccions legislatives austríaques de 2019 Sebastian Kurz va encapçalar el 7 de gener de 2020 un nou govern de coalició del Partit Popular (ÖVP) i els Verds que entraven de nou al parlament, però va dimitir el 9 d'octubre de 2021 degut a un escàndol polític per manipulació de sondatges d'opinió, i la coalició va seguir endavant encapçalada per Alexander Schallenberg.

## Sistema electoral
Els 183 diputats del Nationalrat són escollits per representació proporcional amb llistes desbloquejades. Cada votant pot donar tres preferències a candidats, una a nivell regional, la segona a nivell d'estat i la darrera a nivell federal. El territori se subdivideix en nou circumscripcions, corresponents als estats d'Àustria i en 39 sub-circumscripcions regionals. El nombre de diputats a escollir a cada circumscripció regional és proporcional a la població. La barrera legal és del 4% a nivell federal, encara que un partit pot obtenir un escó en l'adjudicació d'escons a nivell regional si supera el quocient. Els escons s'adjudiquen en tres nivells i en el següent ordre: a nivell de circumscripció regional, a nivell de circumscripció de l'estat i a nivell federal.
- En cada circumscripció regional es calcula la Quota Hare. Cada partit s'endú tants escons com vegades el nombre de vots del partit superi el quocient. Els escons vacants es reparteixen en les següents fases.
- A nivell de cada estat es realitzen els següents càlculs: els partits que hagin obtingut un 4% a nivell federal reben tants diputats com vegades se superi el quocient Hare calculat a nivell d'estat, menys el nombre d'escons ja assignats en aquell estat durant la fase regional.
- La resta d'escons vacants es reparteixen amb el sistema d'Hondt segons els resultats nacionals. Es pot donar el cas que un partit obtingui més escons que els que donaria el sistema d'Hondt.

### Reforma electoral
El govern de coalició entre Els Verds i el Partit Popular d'Àustria va decidir a principis del 2023 reformar la llei electoral. Entre les reformes hi havia la introducció d’un període de votació previ a la jornada electoral, a partir de tres setmanes abans del dia de les eleccions, durant la qual els electors poden sol·licitar paperetes absents a tots els municipis. Els electors poden votar al municipi i, per tant, votar abans d'hora, votar més tard per correu o de forma presencial abans o el dia de les eleccions. Anteriorment, això només era possible a les grans ciutats.
Una altra reforma va ser el recompte de gairebé tots els vots per correu el dia de les eleccions. Anteriorment, la majoria de les paperetes enviades per correu es comptaven el dilluns i el dijous després del dia de les eleccions. Els nous canvis comportarien que la majoria dels vots es comptabilitzessin el dia de les eleccions, mentre que només es comptabilitzaria un nombre molt menor de votacions el dilluns després del dia de les eleccions. Les eleccions al Parlament Europeu de 2024 a Àustria van ser les primeres eleccions nacionals en què la nova llei va entrar en vigor, i va demostrar que només es van haver de comptar unes 130.000 paperetes absents el dilluns després del dia de les eleccions, en comparació amb gairebé 960.000 el dilluns després de les eleccions legislatives del 2019.
Altres reformes inclouen mesures per rebaixar el nombre de vots no vàlids o nuls entre les paperetes per correu, redissenyant les seves instruccions i amb la introducció de "llenguatge senzill". La reforma també inclou multes i una pena de presó de fins a dues setmanes per als membres de la Comissió Electoral que filtrin deliberadament els resultats electorals dels seus col·legis electorals als mitjans de comunicació o altres tercers abans de l’hora de tancament de la votació.
La reforma de la llei electoral, que va entrar en vigor l'1 de gener de 2024, també va ser recolzada pels tres partits de l'oposició (SPÖ, FPÖ i NEOS), després que es fessin diverses modificacions per satisfer aquestes parts. La llei electoral reformada va ser aprovada pel Nationalrat (Consell Nacional) el 31 de gener de 2023 i pel Bundesrat (Consell Federal) el 16 de febrer de 2023.

## Resultats
| Eleccions al Nationalrat de 2024            |                                                                  |           |       |        |          |     |
| Partit                                      | Partit                                                           | Vots      | %     | +/–    | Escons   | +/– |
| ------------------------------------------- | ---------------------------------------------------------------- | --------- | ----- | ------ | -------- | --- |
|                                             | Partit de la Llibertat d'Àustria (FPÖ)                           | 1.408.512 | 28,85 | +12,67 | 57 / 183 | 26  |
|                                             | Partit Popular d'Àustria (ÖVP)                                   | 1.282.734 | 26,27 | -11,19 | 51 / 183 | 20  |
|                                             | Partit Socialdemòcrata d'Àustria (SPÖ)                           | 1.032.233 | 21,14 | −0,04  | 41 / 183 | 1   |
|                                             | NEOS – La Nova Àustria i Fòrum Liberal (NEOS)                    | 446.379   | 9,14  | +1,04  | 18 / 183 | 3   |
|                                             | Els Verds (GRÜNE)                                                | 402.109   | 8,24  | -5,67  | 16 / 183 | 10  |
|                                             | Partit Comunista d'Àustria (KPÖ)                                 | 116.891   | 2,39  | +1,71  | 0        | ±0  |
|                                             | Partit de la Cervesa Austríaca (BIER)                            | 98.395    | 2,02  | +1,91  | 0        | ±0  |
|                                             | Llista Madeleine Petrovic (LMP)                                  | 28.488    | 0,58  | Nou    | 0        | Nou |
|                                             | Cap dels Altres (KEINE)                                          | 27.830    | 0,57  | +0,11  | 0        | ±0  |
|                                             | MFG Àustria – Drets bàsics de la llibertat de les persones (MFG) | 19.785    | 0,41  | Nou    | 0        | Nou |
|                                             | Llista Gaza: Veus contra el genocidi (GAZA)                      | 19.376    | 0,40  | Nou    | 0        | Nou |
|                                             | Els Grocs (BGE)                                                  | 156       | 0,00  | Nou    | 0        | Nou |
| Vots en blanc i nuls                        | Vots en blanc i nuls                                             | 46.857    | –     | –      | –        | –   |
| Total                                       | Total                                                            | 4.882.888 | 100   | –      | 183      | ±0  |
| Cens/participació                           | Cens/participació                                                | 6.346.059 | 77,68 | –      | –        | –   |
| Font: Ministeri de l'Interior d'Àustria ORF |                                                                  |           |       |        |          |     |

## Conseqüències
L'extrema dreta Partit de la Llibertat d'Àustria (FPÖ) va ocupar el primer lloc, guanyant el 28,9% dels vots i aconseguint el seu millor resultat en la història del partit. El governant Partit Popular d'Àustria (ÖVP) va perdre 20 escons, mentre que el seu soci de coalició, els Verds, va perdre 10 escons. El Partit Socialdemòcrata d'Àustria (SPÖ) de centreesquerra va obtenir un 21,1%, el pitjor resultat de la història en percentatges i lloc ocupat (3r), però ha guanyat un escó respecte a les eleccions anteriors. NEOS – La Nova Àustria i Fòrum Liberal (NEOS) va millorar lleugerament des del 2019, passant de 15 a 18 escons. Cap altre partit va poder superar el llindar del 4% per guanyar escons.
El 27 de febrer es va anunciar un acord de coalició entre ÖVP, SPÖ i Neos, encapçalat per Christian Stocker, de l'ÖVP.